# Nigéria nos Jogos Olímpicos de Verão de 1980
A Nigéria competiu nos Jogos Olímpicos de Verão de 1980 em Moscou, União Soviética.
O país retornou aos Jogos Olímpicos após boicotar os Jogos Olímpicos de Verão de 1976.

## Resultados por Evento

### Atletismo
100 metros masculino
- Peter Okodogbe
  - Eliminatória — 10.39
  - Quartas-de-final — 10.34
  - Semifinais — 10.51 (→ não avançou)

- Samson Oyeledun
  - Eliminatória — 10.59
  - Quartas-de-final — 10.73 (→ não avançou)

- Hammed Adio
  - Eliminatória — 10.58
  - Quartas-de-final — 10.67 (→ não avançou)

Men's 200 metres
- Hammed Adio
  - Eliminatória — 21.79 (→ não avançou)

Revezamento 4x400 metros masculino
- Sunday Uti, Hope Ezeigbo, Felix Imadiyi, e Dele Udo
  - Eliminatória — 3:14.1 (→ não avançou)

Salto em distância masculino
- Kayode Elegbede
  - Classificatória — 7,82 m
  - Final — 7.49 m (→ 11º lugar)

- Jubobosaye Kio
  - Classificatória — 7.77 m (→ não avançou)

- Yusuf Alli
  - Classificatória — 7.43 m (→ não avançou)

100 metros feminino
- Oguzoeme Nsenu
  - Eliminatória — 11.72
  - Quartas-de-final — 11.55 (→ não avançou)

- Rufina Ubah
  - Eliminatória — 11.75
  - Quartas-de-final — 11.60 (→ não avançou)

### Boxe
Peso Galo (54 kg)
- Nureni Gbadamosi
  1. Primeira rodada — Bye
  2. Segunda rodada — Perdeu para Michael Anthony (Guiana) por pontos (0-5)

Peso Pena (57 kg)
- William Azanor
  1. Primeira rodada — Bye
  2. Segunda rodada — Perdeu para Tsacho Andreikovski (Bulgária) por nocaute no primeiro round

Peso Leve (60 kg)
- Christopher Ossai
  1. Primeira rodada — Perdeu para Richard Nowakowski (Alemanha Oriental) por pontos (0-5)

Peso Meio-médio ligeiro (63,5 kg)
- Peter Aydele
  1. Primeira rodada — Perdeu para Farouk Chanchoun Jawad (Iraque) on points (0-5)

Peso Pesado (+ 81 kg)
- Solomon Ataga
  1. Primeira rodada — Perdeu para Teófilo Stevenson (Cuba) por nocaute no primeiro round

### Futebol

#### Competição por equipes masculina
- Fase preliminar (Grupo B)
  - Perdeu para o Kuwait (1-3)
  - Empatou com a Tchecoslováquia (1-1)
  - Perdeu para a Colômbia (0-1)
- Quartas-de-final
  - Não avançou

Elenco
- Best Ogedegbe
- Moses Effiong
- David Adiele
- Sylvanus Okpala
- Leotis Boateng
- John Orlando
- Tunde Bamidele
- Isima Okey
- Shefiu Mohamed
- Alloysius Atuegbu
- Henry Nwosu
- Felix Owolabi
- Mudashiru Lawal
- Adokie Amiesimaka
- Emmanuel Osigwe
- Kadiri Ikhana